# Покушение на Хосни Мубарака
Покушение на Хосни Мубарака — случившееся 26 июня 1995 года в Эфиопии покушение на президента Египта Хосни Мубарака. В результате перестрелки с членами террористической группировки «Аль-Гамаа аль-исламийя» погибли четыре человека.

## Визит Мубарака в Эфиопию и теракт
26 июня 1995 года президент Египта Хосни Мубарак прибыл с визитом в Эфиопию, на конференцию Организации африканского единства. Самолёт Мубарака сел в аэропорту Аддис-Абебы, и к месту проведения конференции он должен был прибыть на бронированном лимузине. По дороге около 10 террористов, как впоследствии выяснилось, членов радикальной исламской фундаменталистской группировки «Аль-Гамаа аль-исламийя», скрывавшейся от преследования в Судане, и ставившей своей целью свержение существующего строя в Египте и установления шариатских законов на всей его территории, открыли шквальный огонь из автоматического оружия по машине президента из окон жилого дома. Предварительно пути вперёд и назад кортежу были закрыты машинами террористов. По некоторым данным, во время покушения применялись также отравляющиеся газы.
Завязалась перестрелка между террористами и сотрудниками службы безопасности президента. Двое из террористов в этой перестрелке получили смертельные ранения, погибли также два военнослужащих вооружённых сил Эфиопии. Двух террористов удалось захватить живыми. Ранение получили посол Палестины в Эфиопии и три эфиопских военнослужащих. Сам Мубарак не пострадал, но в целях обеспечения собственной безопасности тут же уехал из Эфиопии обратно в Египет.
В доме, из которого стреляли террористы, были обнаружены противотанковые гранатомёты с комплектами гранат. Если бы они были бы применены против лимузина, то Мубарак наверняка был бы убит, но что им помешало применить их против него, осталось загадкой. Ответственность за покушение на Мубарака взяла на себя террористическая группировка «Аль-Гамаа-аль-Исламия». Террористическая атака, возможно, была спланирована при участии суданских властей.
Покушение на Мубарака 1995 года является самым известным из шести покушений на жизнь президента Египта за 30 лет его правления.